# 2007-es CONCACAF-aranykupa
A 2007-es CONCACAF-aranykupa az Észak, Közép-amerikai és Karib-térségbeli országok labdarúgótornája. A kilencedik alkalommal kiírásra került kupát az Amerikai Egyesült Államok-ban rendezték 2007. június 6. és június 24. között. Ez volt a harmadik olyan torna, amelyen nem vettek részt más konföderációból meghívott csapatok. A CONCACAF 2007. március 6-án jelentette be a csoportokat és a menetrendet. A torna győztese kijut a 2009-es Konföderációs Kupára.

## Részt vevő nemzetek
Automatikusan részt vevő csapatok
- Egyesült Államok (rendező, 9. részvétel)
- Mexikó (9. részvétel)
- Kanada (8. részvétel)

A karibi kupáról továbbjutott csapatok
- Trinidad és Tobago (7. részvétel)
- Kuba (5. részvétel)
- Haiti (3. részvétel)
- Guadeloupe (1. részvétel)

A UNCAF-nemzetek kupájáról továbbjutott csapatok
- Costa Rica (8. részvétel)
- Guatemala (8. részvétel)
- Honduras (8. részvétel)
- Salvador (5. részvétel)
- Panama (3. részvétel)

## Helyszínek
- Solvier Field (Chicago)
- Gillette Stadion (Foxborough)
- Reliant Stadion (Houston)
- Orange Bowl (Miami)
- Giants Stadion (East Rutherford)
- The Home Depot Center (Carson)

## A torna lebonyolítása
A döntőbe jutott tizenkét csapatot három, egyaránt négytagú csoportba sorsolták. A csoportok első két helyezettjei automatikusan a negyeddöntőbe jutottak, míg a három csoportharmadik közül erre csak a két jobb eredményt elért válogatottnak volt lehetősége.
Amennyiben a csoportokban két csapat azonos pontszámmal végzett, úgy sorrendben a következő kritériumok döntöttek a csoport végeredményének kiszámításában:
1. Az azonos pontszámmal végzett csapatok egymás elleni eredménye
2. Jobb összesített gólkülönbség
3. Több lőtt gól a csoportmérkőzések során
4. Sorsolás

## A torna

### Csoportkör

#### A csoport
| #  | Csapat     | J | Gy | D | V | KG | RG | GK | P |
| -- | ---------- | - | -- | - | - | -- | -- | -- | - |
| 1. | Kanada     | 3 | 2  | 0 | 1 | 5  | 3  | +2 | 6 |
| 2. | Costa Rica | 3 | 1  | 1 | 1 | 3  | 3  | 0  | 4 |
| 3. | Guadeloupe | 3 | 1  | 1 | 1 | 3  | 3  | 0  | 4 |
| 4. | Haiti      | 3 | 0  | 2 | 1 | 2  | 4  | -2 | 2 |

| 2007. június 6. 19:00 (UTC-4) |

| Costa Rica  | 1–2   | Kanada            |
| ----------- | ----- | ----------------- |
| Centeno 56' | (0–0) | de Guzmán 57' 73' |

| Orange Bowl, Miami (USA) Nézőszám: 17,420 Játékvezető: Wijngaarde (Suriname-i) |

| 2007. június 6. 21:00 (UTC-4) |

| Guadeloupe | 1–1   | Haiti                |
| ---------- | ----- | -------------------- |
| Fiston 54' | (0–1) | Chery 36' (11-esből) |

| Orange Bowl, Miami (USA) Nézőszám: 17,420 Játékvezető: Vaughn (amerikai) |

| 2007. június 9. 19:00 (UTC-4) |

| Kanada    | 1–2   | Guadeloupe                |
| --------- | ----- | ------------------------- |
| Gerba 35' | (1–2) | Angloma 10' Fleurival 37' |

| Orange Bowl, Miami (USA) Nézőszám: 22,529 Játékvezető: Brizan (Trinidad és Tobagó-i) |

| 2007. június 9. 21:00 (UTC-4) |

| Haiti         | 1–1   | Costa Rica  |
| ------------- | ----- | ----------- |
| Boucicaut 71' | (0–0) | Centeno 62' |

| Orange Bowl, Miami (USA) Nézőszám: 22,529 Játékvezető: Campbell (jamaicai) |

| 2007. június 11. 19:00 (UTC-4) |

| Costa Rica  | 1–0   | Guadeloupe |
| ----------- | ----- | ---------- |
| Centeno 14' | (1–0) |            |

| Orange Bowl, Miami (USA) Nézőszám: 15,892 Játékvezető: Wijngaarde (Suriname-i) |

| 2007. június 11. 21:00 (UTC-4) |

| Haiti | 0–2   | Kanada                        |
| ----- | ----- | ----------------------------- |
|       | (0–2) | De Rosario 31' 35' (11-esből) |

| Orange Bowl, Miami (USA) Nézőszám: 15,892 Játékvezető: Marco Rodríguez (mexikói) |

#### B csoport
| #  | Csapat             | J | Gy | D | V | RG | KG | GK | P |
| -- | ------------------ | - | -- | - | - | -- | -- | -- | - |
| 1. | Egyesült Államok   | 3 | 3  | 0 | 0 | 7  | 0  | +7 | 9 |
| 2. | Guatemala          | 3 | 1  | 1 | 1 | 2  | 2  | 0  | 4 |
| 3. | Salvador           | 3 | 1  | 0 | 2 | 2  | 6  | -4 | 3 |
| 4. | Trinidad és Tobago | 3 | 0  | 1 | 2 | 2  | 5  | -3 | 1 |

| 2007. június 7. 18:00 (UTC-7) |

| Egyesült Államok | 1–0   | Guatemala |
| ---------------- | ----- | --------- |
| Dempsey 26'      | (1–0) |           |

| The Home Depot Center, Carson Nézőszám: 21,334 Játékvezető: Piñeda (hondurasi) |

| 2007. június 7. 20:00 (UTC-7) |

| Salvador             | 2–1   | Trinidad és Tobago |
| -------------------- | ----- | ------------------ |
| Sánchez 38' Alas 81' | (1–1) | Spann 8'           |

| The Home Depot Center, Carson (USA) Nézőszám: 21,334 Játékvezető: Arredondo (mexikói) |

| 2007. június 9. 12:00 (UTC-7) |

| Guatemala     | 1–0   | Salvador |
| ------------- | ----- | -------- |
| Contreras 68' | (0–0) |          |

| The Home Depot Center, Carson (USA) Nézőszám: 27,000 Játékvezető: Jaurequi (holland antilláki) |

| 2007. június 9. 14:00 (UTC-7) |

| Trinidad és Tobago | 0–2   | Egyesült Államok      |
| ------------------ | ----- | --------------------- |
|                    | (0–1) | Ching 29' Johnson 54' |

| The Home Depot Center, Carson Nézőszám: 27,000 Játékvezető: Moreno (panamai) |

| 2007. június 12. 19:00 (UTC-4) |

| Egyesült Államok                                     | 4–0   | Salvador |
| ---------------------------------------------------- | ----- | -------- |
| Beasley 34' 90' Donovan 45+' (11-esből) Twellman 73' | (2–0) |          |

| Gillette Stadion, Foxborough Nézőszám: 26,523 Játékvezető: Archundia (mexikói) |

| 2007. június 12. 21:00 (UTC-4) |

| Trinidad és Tobago | 1–1   | Guatemala |
| ------------------ | ----- | --------- |
| McFarlane 87'      | (0–0) | Ruíz 83'  |

| Gillette Stadion, Foxborough (USA) Nézőszám: 26,523 Játékvezető: Piñeda (hondurasi) |

#### C csoport
| #  | Csapat   | J | Gy | D | V | RG | KG | GK | P |
| -- | -------- | - | -- | - | - | -- | -- | -- | - |
| 1. | Honduras | 3 | 2  | 0 | 1 | 9  | 4  | +5 | 6 |
| 2. | Mexikó   | 3 | 2  | 0 | 1 | 4  | 3  | +1 | 6 |
| 3. | Panama   | 3 | 1  | 1 | 1 | 5  | 5  | 0  | 4 |
| 4. | Kuba     | 3 | 0  | 1 | 2 | 3  | 9  | -6 | 1 |

| 2007. június 8. 19:00 (UTC-4) |

| Panama                             | 3–2   | Honduras                 |
| ---------------------------------- | ----- | ------------------------ |
| Rivera 33' B. Pérez 42' Garcés 83' | (2–1) | Guevara 40' Costly 90+2' |

| Giants Stadion, East Rutherford (USA) Nézőszám: 20,230 Játékvezető: Navarro (kanadai) |

| 2007. június 8. 21:00 (UTC-4) |

| Mexikó                    | 2–1   | Kuba          |
| ------------------------- | ----- | ------------- |
| Borgetti 38' Castillo 56' | (1–1) | Alcántara 23' |

| Giants Stadion, East Rutherford (USA) Nézőszám: 20,230 Játékvezető: Aguilar (salvadori) |

| 2007. június 10. 16:00 (UTC-4) |

| Honduras       | 2–1   | Mexikó                |
| -------------- | ----- | --------------------- |
| Costly 57' 90' | (0–1) | Blanco 29' (11-esből) |

| Giants Stadion, East Rutherford (USA) Nézőszám: 68,123 Játékvezető: Quesada (Costa Rica-i) |

| 2007. június 10. 18:00 (UTC-4) |

| Panama                  | 2–2   | Kuba                     |
| ----------------------- | ----- | ------------------------ |
| Garcés 14' B. Pérez 45' | (2–1) | Colomé 27' Alcántara 74' |

| Giants Stadion, East Rutherford (USA) Nézőszám: 68,123 Játékvezető: Davis (Trinidad és Tobagó-i) |

| 2007. június 13. 19:00 (UTC-5) |

| Kuba | 0–5   | Honduras                                    |
| ---- | ----- | ------------------------------------------- |
|      | (0–3) | Pavón 3' 12' 42' 53' Guevara 90' (11-esből) |

| Reliant Stadion, Houston (USA) Nézőszám: 68,417 Játékvezető: Aguilar (salvadori) |

| 2007. június 13. 21:00 (UTC-5) |

| Mexikó      | 1–0   | Panama |
| ----------- | ----- | ------ |
| Salcido 60' | (0–0) |        |

| Reliant Stadion, Houston (USA) Nézőszám: 68,417 Játékvezető: Batres (guatemalai) |

### Egyenes kieséses szakasz
|  |                         |                  |                      |                      |   |                  |                      |           |  |  |       |       |       |
|  | Negyeddöntők            | Negyeddöntők     | Negyeddöntők         |                      |   | Elődöntők        | Elődöntők            | Elődöntők |  |  | Döntő | Döntő | Döntő |
|  | Negyeddöntők            | Negyeddöntők     | Negyeddöntők         |                      |   | Elődöntők        | Elődöntők            | Elődöntők |  |  | Döntő | Döntő | Döntő |
|  | június 16. – Foxborough |                  |                      |                      |   |                  |                      |           |  |  |       |       |       |
|  |                         |                  |                      |                      |   |                  |                      |           |  |  |       |       |       |
|  | Kanada                  | Kanada           | 3                    |                      |   |                  |                      |           |  |  |       |       |       |
|  | Kanada                  | Kanada           | 3                    | június 21. – Chicago |   |                  |                      |           |  |  |       |       |       |
|  | Guatemala               | Guatemala        | 0                    |                      |   |                  |                      |           |  |  |       |       |       |
|  | Guatemala               | Guatemala        | 0                    |                      |   | Kanada           | Kanada               | 1         |  |  |       |       |       |
|  | június 16. – Foxborough |                  |                      |                      |   | Kanada           | Kanada               | 1         |  |  |       |       |       |
|  |                         |                  | Egyesült Államok     | Egyesült Államok     | 2 |                  |                      |           |  |  |       |       |       |
|  | Egyesült Államok        | Egyesült Államok | Egyesült Államok     | Egyesült Államok     | 2 | 2                |                      |           |  |  |       |       |       |
|  | Egyesült Államok        | Egyesült Államok |                      |                      |   | 2                | június 24. – Chicago |           |  |  |       |       |       |
|  | Panama                  | Panama           | 1                    |                      |   |                  |                      |           |  |  |       |       |       |
|  | Panama                  | Panama           | 1                    |                      |   | Egyesült Államok | Egyesült Államok     | 2         |  |  |       |       |       |
|  | június 17. – Houston    |                  |                      |                      |   | Egyesült Államok | Egyesült Államok     | 2         |  |  |       |       |       |
|  |                         |                  | Mexikó               | Mexikó               | 1 |                  |                      |           |  |  |       |       |       |
|  | Honduras                | Honduras         | Mexikó               | Mexikó               | 1 | 1                |                      |           |  |  |       |       |       |
|  | Honduras                | Honduras         | június 21. – Chicago |                      |   | 1                |                      |           |  |  |       |       |       |
|  | Guadeloupe              | Guadeloupe       | 2                    |                      |   |                  |                      |           |  |  |       |       |       |
|  | Guadeloupe              | Guadeloupe       | 2                    |                      |   | Guadeloupe       | Guadeloupe           | 0         |  |  |       |       |       |
|  | június 17. – Houston    |                  |                      |                      |   | Guadeloupe       | Guadeloupe           | 0         |  |  |       |       |       |
|  |                         |                  | Mexikó               | Mexikó               | 1 |                  |                      |           |  |  |       |       |       |
|  | Mexikó                  | Mexikó           | Mexikó               | Mexikó               | 1 | 1                |                      |           |  |  |       |       |       |
|  | Mexikó                  | Mexikó           |                      |                      |   |                  |                      |           |  |  |       |       |       |
|  | Costa Rica              | Costa Rica       | 0                    |                      |   |                  |                      |           |  |  |       |       |       |
|  | Costa Rica              | Costa Rica       | 0                    |                      |   |                  |                      |           |  |  |       |       |       |
|  |                         |                  |                      |                      |   |                  |                      |           |  |  |       |       |       |

#### Negyeddöntők
| 2007. június 16. 13:00 (UTC-4) |

| Kanada                      | 3–0   | Guatemala |
| --------------------------- | ----- | --------- |
| Gerba 17' 33' De Guzman 44' | (3–0) |           |

| Gillette Stadion, Foxborough (USA) Nézőszám: 22,412 Játékvezető: Campbell (jamaicai) |

| 2007. június 16. 16:00 (UTC-4) |

| Egyesült Államok                     | 2–1   | Panama       |
| ------------------------------------ | ----- | ------------ |
| Donovan 60' (11-esből) Bocanegra 62' | (0–0) | B. Pérez 85' |

| Gillette Stadion, Foxborough Nézőszám: 22,412 Játékvezető: Brizan (Trinidad és Tobagó-i) |

| 2007. június 17. 14:00 (UTC-5) |

| Mexikó       | 1–0               | Costa Rica |
| ------------ | ----------------- | ---------- |
| Borgetti 97' | (0 – 0, 0–0 h.u.) |            |

| Reliant Stadion, Houston (USA) Nézőszám: 70,092 Játékvezető: Vaughn (amerikai) |

| 2007. június 17. 17:00 (UTC-5) |

| Honduras  | 1–2   | Guadeloupe              |
| --------- | ----- | ----------------------- |
| Pavón 70' | (0–2) | Angloma 17' Socrier 20' |

| Reliant Stadion, Houston (USA) Nézőszám: 70,092 Játékvezető: Navarro (kanadai) |

#### Elődöntők
| 2007. június 21. 18:00 (UTC-5) |

| Kanada   | 1–2   | Egyesült Államok                  |
| -------- | ----- | --------------------------------- |
| Hume 76' | (0–2) | Hejduk 39' Donovan 45' (11-esből) |

| Soldier Field, Chicago (USA) Nézőszám: 50,760 Játékvezető: Archundia (mexikói) |

| 2007. június 21. 21:00 (UTC-5) |

| Mexikó    | 1–0   | Guadeloupe |
| --------- | ----- | ---------- |
| Pardo 70' | (0–0) |            |

| Soldier Field, Chicago (USA) Nézőszám: 50,760 Játékvezető: Moreno (panamai) |

#### Döntő
| 2007. június 24. 14:00 (UTC-5) |

| Egyesült Államok                     | 2–1   | Mexikó       |
| ------------------------------------ | ----- | ------------ |
| Donovan 62' (11-esből) Feilhaber 73' | (0–1) | Guardado 44' |

| Soldier Field, Chicago (USA) Nézőszám: 60,000 Játékvezető: Batres (guatemalai) |

| 2007-es CONCACAF-aranykupa bajnoka: |
| ----------------------------------- |
| EGYESÜLT ÁLLAMOK 4. cím             |

### Díjak
- Gólkirály:

 Carlos Pavón (5 góllal)
- Legértékesebb játékos:

 Julián de Guzmán
- Legjobb kapus:

 Franck Grandel
- Legsportszerűbb csapat:

 Honduras

### A torna csapata
A torna csapatát a CONCACAF Technikai Bizottsága választotta meg a negyeddöntőbe jutott csapatok játékosai közül. A kiemelt tizenegy labdarúgó mellé további hetet jelöltek, mint a cserepad tagjait.
| A torna csapata | A torna csapata                                             | A torna csapata                                             | A torna csapata         |
| Kapusok         | Hátvédek                                                    | Középpályások                                               | Támadók                 |
| --------------- | ----------------------------------------------------------- | ----------------------------------------------------------- | ----------------------- |
| Franck Grandel  | Felipe Baloy Richard Hastings Frankie Hejduk Carlos Salcido | Walter Centeno Julián de Guzmán Pablo Mastroeni Pável Pardo | Carlos Pavón Blas Perez |

| Cserepad              | Cserepad                       | Cserepad                         | Cserepad                       |
| Kapusok               | Hátvédek                       | Középpályások                    | Támadók                        |
| --------------------- | ------------------------------ | -------------------------------- | ------------------------------ |
| Jose Francisco Porras | Samuel Caballero Paul Stalteri | DaMarcus Beasley Andres Guardado | Jocelyn Angloma Landon Donovan |

### Góllövőlista
| 5 gólos - Carlos Pavón 4 gólos - Landon Donovan 3 gólos - Julian De Guzman - Ali Gerba - Carlos Costly - Blas Pérez - Walter Centeno 2 gólos - Dwayne De Rosario - Reynier Alcántara - Jocelyn Angloma - Amado Guevara - Jared Borgetti - José Luis Garcés - DaMarcus Beasley 1 gólos - Iain Hume - Jaime Colomé - Dennis Jonathan Alas - Ramón Alfredo Sánchez | 1 gólos (folyt.) - Cédrick Fiston - David Fleurival - Richard Socrier - José Manuel Contreras - Carlos Ruiz - Alexandre Boucicaut - Mones Chery - Cuauhtémoc Blanco - Nery Castillo - Andrés Guardado - Pável Pardo - Carlos Salcido - Carlos Rivera - Silvio Spann - Errol McFarlane - Benny Feilhaber - Carlos Bocanegra - Brian Ching - Clint Dempsey - Frankie Hejduk - Eddie Johnson - Taylor Twellman |

### Végeredmény
Az első két helyezett utáni sorrend nem tekinthető hivatalosnak, mivel ezekért a helyekért nem játszottak mérkőzéseket. E helyezések meghatározásához az alábbiak lettek figyelembe véve:
1. több pont
2. jobb csoportbeli helyezés
3. jobb gólkülönbség

A hazai csapat eltérő háttérszínnel kiemelve.
| Helyezés | Csapat             | M | Gy | D | V | G+ | G– | Gk  | %      | P  |
| -------- | ------------------ | - | -- | - | - | -- | -- | --- | ------ | -- |
| Arany    | Egyesült Államok   | 6 | 6  | 0 | 0 | 13 | 3  | +10 | 100,0% | 18 |
| Ezüst    | Mexikó             | 6 | 4  | 0 | 2 | 7  | 5  | +2  | 66,7%  | 12 |
| Bronz    | Kanada             | 5 | 3  | 0 | 2 | 9  | 5  | +4  | 60,0%  | 9  |
| Bronz    | Guadeloupe         | 5 | 2  | 1 | 2 | 5  | 5  | 0   | 50,0%  | 7  |
|          |                    |   |    |   |   |    |    |     |        |    |
| 5.       | Honduras           | 4 | 2  | 0 | 2 | 10 | 6  | +4  | 50,0%  | 6  |
| 6.       | Panama             | 4 | 1  | 1 | 2 | 6  | 7  | –1  | 37,5%  | 4  |
| 7.       | Costa Rica         | 4 | 1  | 1 | 2 | 3  | 4  | –1  | 37,5%  | 4  |
| 8.       | Guatemala          | 4 | 1  | 1 | 2 | 2  | 5  | –3  | 37,5%  | 4  |
|          |                    |   |    |   |   |    |    |     |        |    |
| 9.       | Salvador           | 3 | 1  | 0 | 2 | 2  | 6  | –4  | 33,3%  | 3  |
| 10.      | Haiti              | 3 | 0  | 2 | 1 | 2  | 4  | –2  | 33,3%  | 2  |
| 11.      | Trinidad és Tobago | 3 | 0  | 1 | 2 | 2  | 5  | –3  | 16,7%  | 1  |
| 12.      | Kuba               | 3 | 0  | 1 | 2 | 3  | 9  | –6  | 16,7%  | 1  |